# Jay-Vertrag

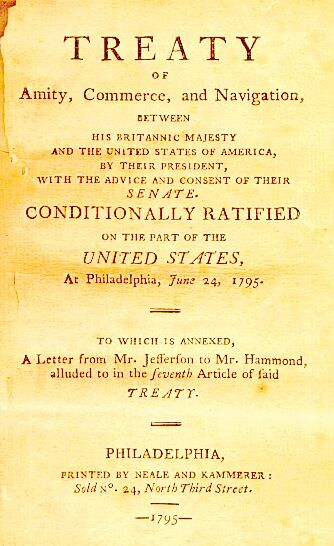
Die erste Seite des Jay-Vertrags

Der Jay-Vertrag vom 19. November 1794 wurde zwischen dem Königreich Großbritannien und den USA geschlossen und bereinigte aktuelle und aus dem Amerikanischen Unabhängigkeitskrieg resultierende Spannungen und Streitfragen zwischen beiden Ländern.

## Vorgeschichte
Die vom Unabhängigkeitskrieg her belasteten Beziehungen zwischen Großbritannien und den USA verschlechterten sich Anfang der 1790er Jahre erheblich. Die Beschwerdepunkte auf amerikanischer Seite umfassten die Beschlagnahme amerikanischer Schiffsladungen und Schiffe im Zusammenhang mit den Revolutionskriegen gegen Frankreich, die Zwangsrekrutierung amerikanischer Seeleute in den Dienst der britischen Royal Navy und die andauernde Besetzung von eigentlich den USA zustehenden Forts wie Fort Oswego und Fort Niagara durch britische Truppen. Britischerseits beschuldigte man die USA, Deserteuren Unterschlupf zu bieten und die Blockade gegen Frankreich zu unterlaufen.

## Vertragsbedingungen
1794 reiste John Jay, der Vorsitzende des Obersten Gerichtshofs (Chief Justice of the United States), nach England, um eine Einigung zu erreichen und einen Krieg zu vermeiden. Die Kernpunkte des von ihm und dem britischen Außenminister William Wyndham Grenville am 19. November 1794 unterzeichneten Vertrags umfassten den Rückzug britischer Truppen aus den Grenzforts in den den USA zugesprochenen Gebieten und die Einrichtung einer paritätisch besetzten Kommission, um Streitigkeiten um den Verlauf der Grenze zum britischen Kanada zu bereinigen. Letzteres kann als Beginn der internationalen Schiedsgerichtsbarkeit angesehen werden. Eine zweite Kommission wurde eingerichtet, um einen Ausgleich zwischen den Schäden durch britische Beschlagnahmen amerikanischer Schiffe und den Verlusten der aus den USA ausgewiesenen bzw. geflohenen Loyalisten zu erreichen. Schließlich gestattete der Vertrag den USA ein begrenztes Handelsrecht mit den britischen Kolonien in der Karibik. Nicht enthalten war ein Verzicht der Briten auf das Indienstpressen amerikanischer Seeleute in der Royal Navy.

## Folgen
In den USA sorgte der Jay-Vertrag für massive Streitigkeiten und einen öffentlichen Aufruhr. Ex-Finanzminister Alexander Hamilton unterstützte ihn, der spätere Präsident Thomas Jefferson bekämpfte ihn. Schließlich wurde er von Präsident George Washington unterzeichnet und am 24. Juni 1795 im Senat ratifiziert. In der Öffentlichkeit war der Vertrag extrem unbeliebt und Hamilton wurde von einer wütenden Menge in New York City mit Steinen beworfen. Erstmals wurde Washington öffentlich kritisiert; Jay trat von seinem Posten beim Obersten Gericht zurück und meinte später, dass er mit der Beleuchtung von öffentlichen Verbrennungen von Jay-Puppen durch das ganze Land hätte reisen können.
Auch wenn der Vertrag nicht alle Streitpunkte zwischen den USA und Großbritannien löste bzw. zur Zufriedenheit der Amerikaner bereinigte, war er zum damaligen Zeitpunkt wohl das Beste, was zu erreichen war.
1806 handelten die US-amerikanischen Diplomaten James Monroe und William Pinkney mit den Briten den Monroe-Pinkney-Vertrag aus, der den Jay-Vertrag erneuern sollte. Der Vertrag wurde am  27. August 1806 von beiden Seiten unterzeichnet. US-Präsident Thomas Jefferson lehnte es jedoch im März 1807 ab, den Vertrag dem Senat zur Ratifizierung vorzulegen.  Der Vertrag trat nie in Kraft.
Ungelöste Streitpunkte wie die Zwangsrekrutierung amerikanischer Seeleute führten schließlich zum Britisch-Amerikanischen Krieg von 1812.